# باینیت

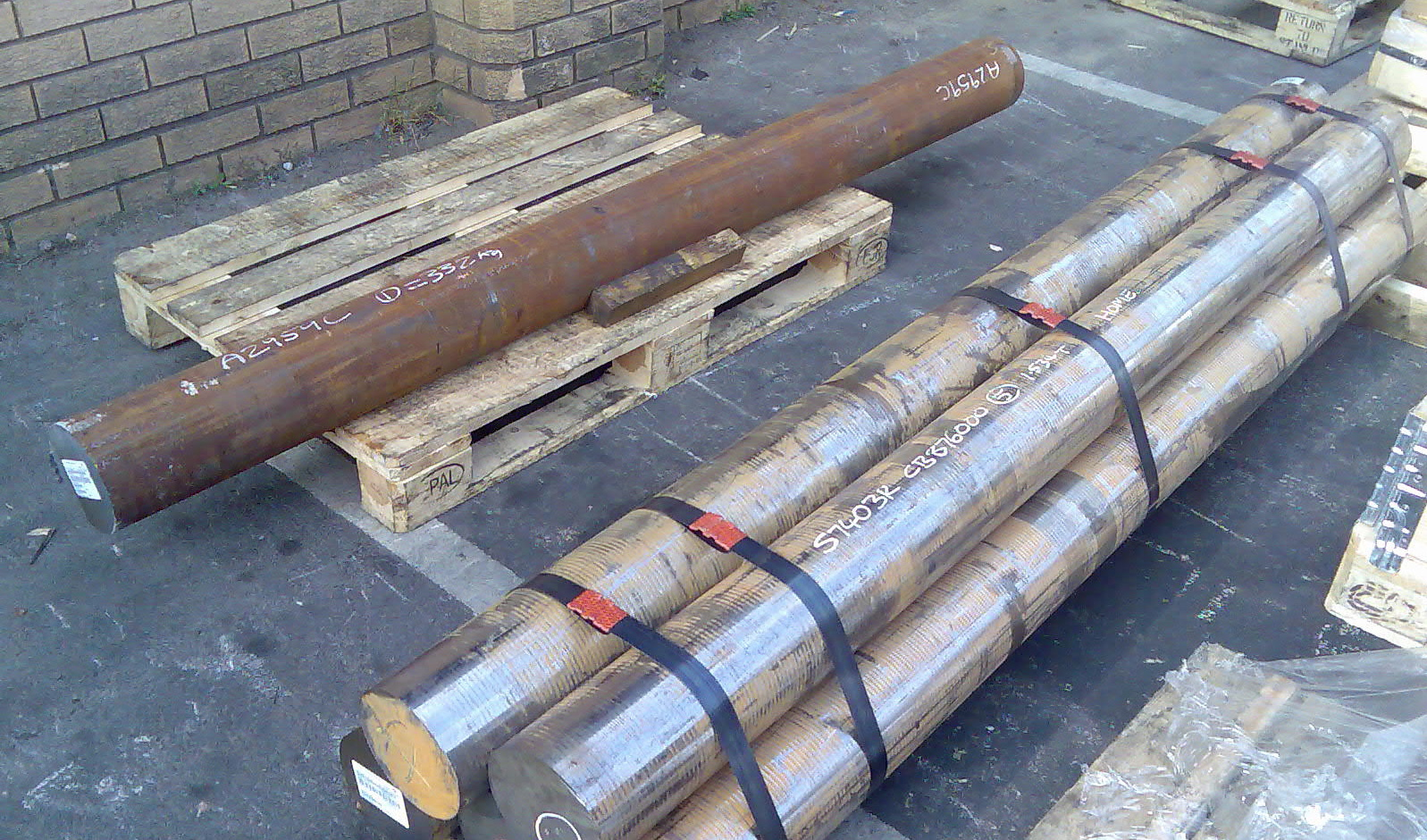
شفت های فولادی غنی از باینیت

بینیت (به انگلیسی: Bainite) یک محصول ریزساختاری از تجزیهٔ اوتکتوئید است. این ساختار هنگامی ایجاد می‌شود که یک فاز (ماده) دما-بالا هنگام سرمایش، به دو فاز متفاوت تجزیه می‌شود.
بینیت یک ریزساختار صفحه مانند است که درون فولاد در دمای ۲۵۰ تا ۵۵۰ درجه سلسیوس به وجود می‌آید (بسته به آلیاژ فولاد).
بینیت یکی از محصولاتی است که از خنک کردن آستنیت (ساختار کریستالی FCC آهن) در دمای بحرانی ۷۲۷ درجه سلسیوس ممکن است به وجود آید.
دو دانشمند به نام‌های دیونپورت (به انگلیسی: Davenport) و بین (به انگلیسی: Bain) این ریزساختار را از نظر شکل به مارتنزیت عملیات حرارتی شده توصیف کردند.
این ساختار معمولاً از سمانتیت و فریت اشباع شده از نابجایی تشکیل شده‌است. تمرکز زیاد نابجایی‌ها در فریت موجود در بینیت استحکام این فریت را از حالت عادی بیشتر می‌کند.
محدوده دمایی لازم برای تبدیل آستنیت به بینیت همان محدوده لازم برای تبدیل پرلیت به مارتنزیت است. در هنگام شکل‌گیری بر اثر خنک شدن پیوسته، نرخ تبرید برای تشکیل بینیت از این نرخ برای تشکیل پرلیت سریع تر است، اما از نرخ تبرید مورد نیاز برای تشکیل مارتنزیت کم تر می‌باشد.
تفاوت این ساختار با پرلیت در ریخت‌شناسی آن است. بینیت مخلوط غیرلایه‌ای است و زمانی به وجود می‌آید که سرعت رشد دو فاز محصول متفاوت باشد.
با اینکه ساختار بینیت در بسیاری از آلیاژهای غیرفلزی نیز دیده‌شده‌است، اما تحقیقات در این زمینه عمدتاً بر روی آلیاژهای فولادی متمرکز بوده‌است.
ریز ساختار مارتنزیت و بینیت در نگاه اول تقریباً یکی به نظر می‌رسد. این به دلیل یکی بودن جنبه‌های زیادی از مکانیزم‌های تبدیل آنهاست. به هر حال تفاوت‌های مورفولوژی ای وجود دارند که برای مشاهده نیاز به میکروسکوپ الکترونی می‌باشد. در زیر میکروسکوپ نوری ریزساختار بینیت به نظر تیره‌تر از مارتنزیت است که علت آن تفاوت در بازتابش نور است.
بینیت از لحاظ سختی بین پرلیت و مارتنزیت قرار گرفته‌است. به همین دلیل ریزساختار بینیت مفید است چرا که به هیچ عملیات حرارتی اضافه‌ای پس تبرید اولیه نیاز ندارد.

## شکل‌گیری

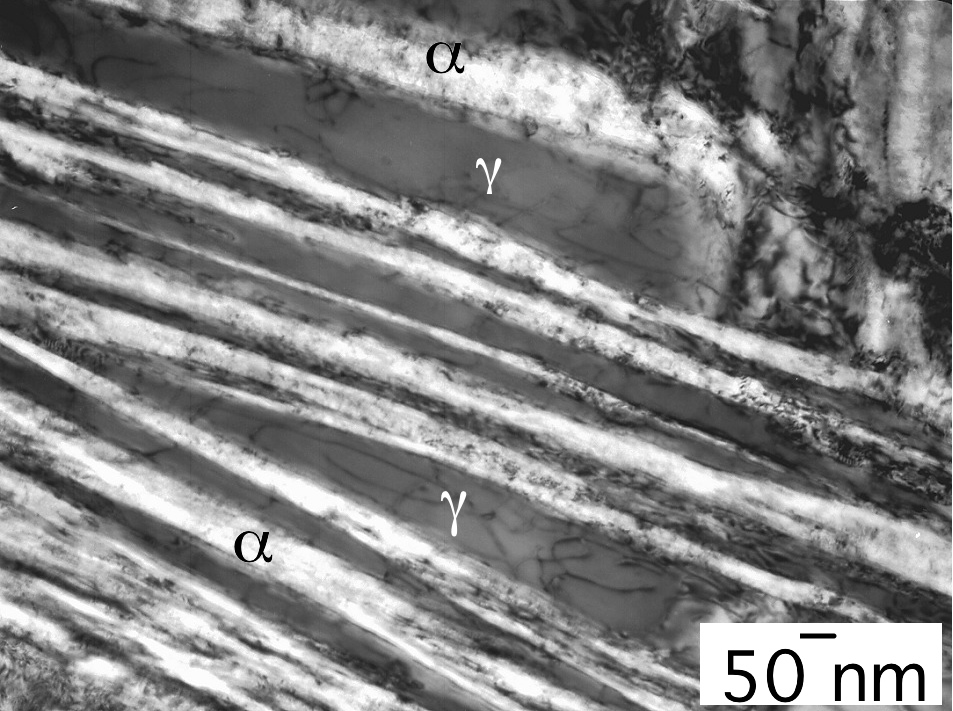
باینیت در فولادی با ترکیب Fe–0.98C–1.46Si–1.89Mn–0.26Mo–1.26Cr–0.09V بر حسب درصد وزنی که برای 15 روز در دمای 200 درجه سلسیوس تغییر داده شده است.

بالاتر از ۹۰۰ درجه سانتیگراد یک فولاد کم کربن به‌طور کامل از آستنیت تشکیل شده‌است، یک فاز درجه حرارت بالا از آهن (دیگری فریت دلتاست در دماهای حتی بالاتر). در زیر حدود ۷۰۰ درجه سانتیگراد (۷۲۷ درجه سانتیگراد در آهن یوتکتیک)، آستنیت از لحاظ ترمودینامیکی ناپایدار است و تحت شرایط تعادل، واکنش یوتکتوئید انجام می‌شود و پرلیت - ترکیبی از فریت و سیمانتیت (Fe3C) تشکیل می‌شود. علاوه بر ملاحظات ترمودینامیکی که توسط نمودار فاز نشان داده شده‌است، تغییرات فاز در فولاد به شدت تحت تأثیر سینتیک شیمیایی قرار دارد. این منجر به پیچیدگی ریزساختارهای فولادی می‌شود که به شدت تحت تأثیر میزان خنک‌کننده قرار دارند. این را می‌توان با یک نمودار تبدیل خنک‌کننده (CCT) نشان داد که زمان لازم برای شکل‌گیری یک فاز را زمانی که یک نمونه با یک نرخ خاصی سرد می‌شود، نشان می‌دهد.
اگر فولاد به آرامی خنک شود، تغییر شکل با پیش‌بینی‌های تعادلی یکی خواهد شد و پرلیت بر ساختار ریزساختار با رگه‌هایی از فریت پرویوتکتوئید یا سمانتیت بسته به ترکیب شیمیایی تسلط خواهد یافت. با این حال، تبدیل از آستنیت به پرلیت، یک واکنش بازسازی وابسته به زمان است که نیاز به حرکت بزرگ در اتم‌های آهن و کربن دارد. در حالی که کربن بین نشینی به راحتی حتی در دماهای متوسط نفوذ می‌کند، نفوذ آهن در خود در دمای زیر ۶۰۰ درجه سانتیگراد بسیار کند است، تا زمانی که برای تمام اهداف عملی متوقف شود. به عنوان یک نتیجه فولادی که به سرعت سرد می‌شود می‌تواند به دمایی برسد که در آن پرلیت دیگر نمی‌تواند تشکیل شود.
آستنیت که بسیار سریع می‌شود می‌تواند مارتنزیت را بدون هیچ گونه نفوذ آهن یا کربن به وسیلهٔ برش ساختار کریستال FCC آستنیت به ساختار تتراگونال تبدیل کند. این فاز غیر تعادلی تنها می‌تواند در دماهای پایین شکل بگیرد، جایی که نیروی محرکه عکس‌العمل برای غلبه بر فشار کششی قابل توجهی که تحریک شده‌است، کافی است. این تغییر شکل اساساً مستقل از زمان است با کسر فازی که تنها وابسته به درجه خنک کردن زیر دمای بحرانی شروع مارتنزیت است. علاوه بر این، این تغییر بدون نفوذ اتم‌های بین‌نشین یا جای‌نشین رخ می‌دهد و بنابراین مارتنزیت ترکیب والدین آستنیت را به ارث می‌برد.

## نظریه جابجایی
یکی از نظریات مربوط به مکانیزم خاص تشکیل بینیت این است که آن را به وسیلهٔ یک جابجایی برشی، مانند چیزی که در مارتنزیت انجام می‌شود. گفته می‌شود که این تحول باعث ایجاد یک اثر کاهش دهنده تنش می‌شود، که توسط روابط جهت‌گیری در ریز ساختارهای بینتی تأیید می‌شود. با این حال، اثرات کاهشی تنش مشابه در تغییر شکل‌ها دیده می‌شود که در طبیعت به نظر مارتنزیتی محسوب نمی‌شوند، اما اصطلاح «مشابه» به معنای یکسان نیست. تنها نفوذی که توسط این تئوری اتفاق می‌افتد، در جریان تشکیل فاز کاربید (معمولا سمانتیتی) بین صفحات فریت است.

## نظریه نفوذ
نظریه نفوذ فرایند تغییر شکل بینیت مبتنی بر این فرض است که یک صفحه فریت بینتیی با یک مکانیزم مشابه به عنوان فریت Widmanstätten در دماهای بالاتر رشد می‌کند؛ بنابراین نرخ رشد آن بستگی دارد به اینکه کربن با چه سرعتی می‌تواند از فریت در حال رشد به آستنیت نفوذ کند. تصور غلط رایج این است که این مکانیزم امکان وجود رابطهای منسجم و کاهش انرزی سطح را از بین می‌برد. در حقیقت پذیرفته شده‌است که تشکیل فریت Widmanstätten با نفوذ کربن کنترل می‌شود و نشان می‌دهد که سطح مشابهی نیز وجود دارد.

## مورفولوژی
به‌طور معمول بینیت به عنوان یک مجموعه شناخته می‌شود که از صفحات فریت (زیر واحد) جدا شده با حفظ آستنیت، مارتنزیت یا سمانتیت. در حالی که زیر واحدها در هنگام مشاهده در یک بخش دو بعدی جدا از هم به نظر می‌رسدند، در واقع در ابعاد سه بعدی با هم مرتبط هستند و معمولاً بر روی صفحه لنینی شکل یا مورفولوژی لات(lath) قرار می‌گیرند. شیارها، خود، گوه شکل با انتهای ضخیم‌تر مرتبط با مکان‌های جوانه زنی هستند.
ضخامت صفحات فریتی با افزایش دما تغییر می‌یابد. مدل‌های شبکه عصبی نشان داده‌اند که این تغییر، اثر مستقیم درجه حرارت نیست، بلکه به دلیل وابستگی دمای نیروی محرکه و نبروی عکس‌العمل و قدرت آستنیت اطراف صفحات است. در دماهای بالاتر و در نتیجه تبرید کمتر، کاهش نیروی محرک ترمودینامیکی موجب کاهش میزان جوانه زنی می‌شود که اجازه می‌دهد تا صفحات به تنهای و جدا جدا بزرگتر شوند قبل از اینکه بتوانند به یکدیگر آسیب برسانند. علاوه بر این، رشد صفحات باید توسط جریان پلاستیکی در آستنیت اطراف متبلور شود که اگر آستنیت قوی باشد و در برابر رشد بشقاب مقاومت کند این کار سخت می‌شود.